# Acanthopleura echinata
Acanthopleura echinata är en blötdjursart som först beskrevs av Barnes 1824.  Acanthopleura echinata ingår i släktet Acanthopleura och familjen Chitonidae. Inga underarter finns listade i Catalogue of Life.